# Кориков, Андрей
Андрей Кориков (род. 2 января 1964) — советский гребец.
Тренировался под руководством Александра Брендакова. Участник Олимпийских игр 1988 года в Сеуле, где занял в двойке с рулевым шестое место. Выступал на чемпионате мира 1989 года в Югославии.
Учился в Ленинградском кораблестроительном институте.